# Gaby Castellanos
Gaby Castellanos (Caracas, 28 de octubre de 1970) es una publicitaria y emprendedora venezolana, considerada una de las personas más influyentes del mundo en publicidad digital.

## Trayectoria
Nació en Caracas. Se graduó como ingeniera en la Universidad Metropolitana. Se licenció en Comunicación Social, Publicidad y RRPP en la Universidad Católica. Se doctoró en Creatividad y Artes Visuales. Comenzó su carrera en publicidad con el publicista Bobby Coimbra. Trabajó para la televisión en la producción Club Disney y los premios Ronda.
En 1996 se mudó a España. En Santiago de Compostela, fundó el primer cibercafé. En 2008 fundó la agencia de publicidad SrBurns. También fue la fundadora de Netthink Carat de Aegis Group y Socialphilia, esta con oficinas en Madrid, México DF, Caracas, Bogotá, Lima y Miami. Ha sido directora creativa ejecutiva de empresas de publicidad como Netthink Isobar, Wysiwyg o La Fórmula de Comunicación.
Es considerada una experta en redes sociales. Ha sido ponente y formadora en diferentes foros, como las charlas TEDx o La Red Innova. Se ha declarado abiertamente lesbiana.

## Reconocimientos
La revista estadounidense Fast Company la nombró como una de las 50 personas más influyentes del mundo en publicidad digital en el periodo 2010 – 2015, la incluyó entre las tres más importantes en 2011 y 2012. En 2012, 2013 y 2014 fue una de las TOP 100 mujeres líderes de España. Se convirtió en Top 25 Power People in Latin America Advertising. Fue considerada una de las 100 gerentes internacionales más importantes en Latinoamérica.